# St Kilda Football Club

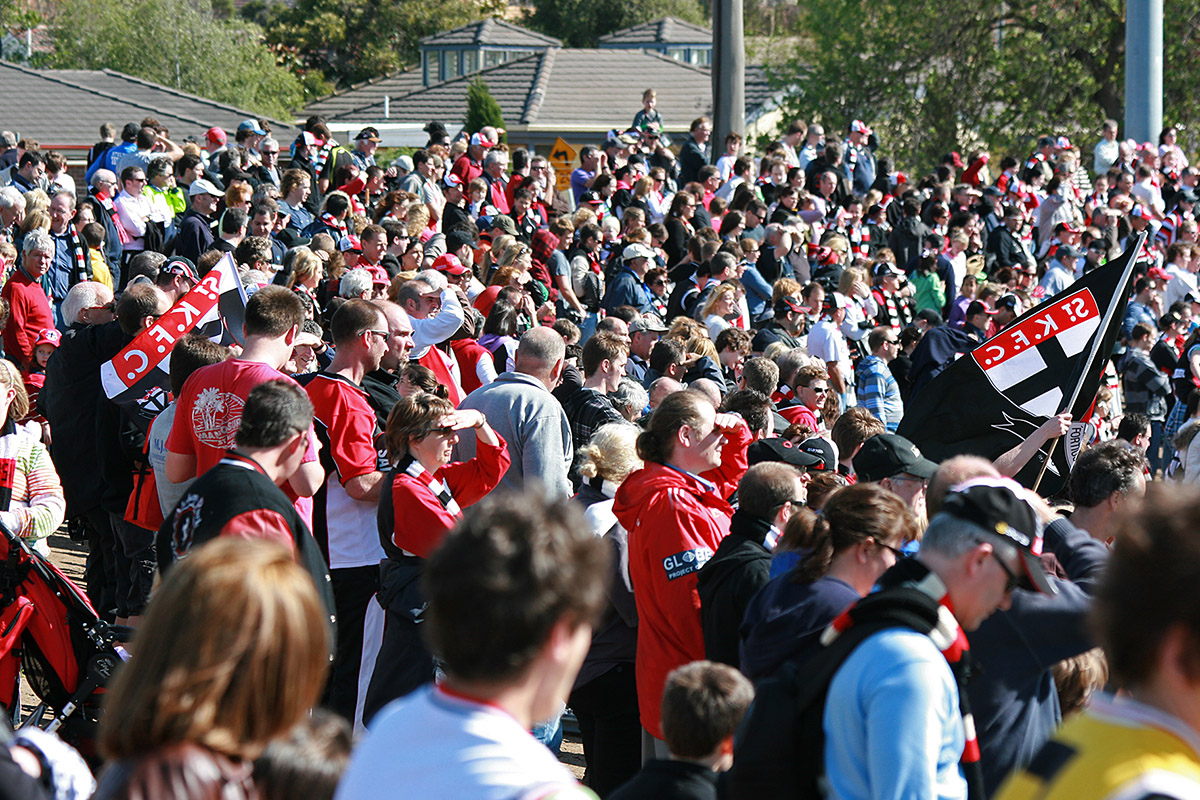
Fans der St. Kilda Saints

Der St. Kilda Football Club ist ein Australian Football Team aus Melbourne. Der Klub spielt in der Australian Football League, der höchsten Liga dieser Sportart in Australien. Die Saints spielen seit dem Jahr 2000 im Etihad Stadium, welches 56.000 Zuschauer fasst. Die Vereinsfarben sind rot, schwarz und weiß.

## Geschichte

### Die Gründungsphase
Der Klub wurde 1873 größtenteils von Mitgliedern des South Yarra Football Club, der sich ein Jahr zuvor aufgelöst hatte, gegründet. St. Kilda spielte anfangs in einem Stadion namens Alapaca Paddock. Die Mitgliederzahlen von St. Kilda stiegen rasch an, auch weil man kurz nach der Gründung mit einem anderen lokalen Verein, Prahran Football Club fusionierte. Als 1877 die Victoria Football Association, die Vorgängerorganisation der AFL, gegründet wurde, gehörten die Saints zu den Gründungsmitgliedern. 1901 zogen die Saints in das Junction Oval Stadion. Die ersten Jahre in der später in Victoria Football League umbenannten Liga waren nicht besonders erfolgreich. Erst 1907 konnte man sich das erste Mal für die Finals qualifizieren, musste sich jedoch Carlton geschlagen geben, genau wie ein Jahr später. 1913 erreichten sie zwar das große Finale, verloren aber schließlich gegen Fitzroy. Zwei Jahre später änderte der Klub seine Vereinsfarben, da diese mit denen des Weltkrieggegners Deutschland übereinstimmten. Dies wurde erst 1923 rückgängig gemacht, als man wieder mit den alten Farben spielte. Wegen des Weltkriegs wurde in den Jahren 1916 und 1917 nicht gespielt.

### Nach dem Ersten Weltkrieg

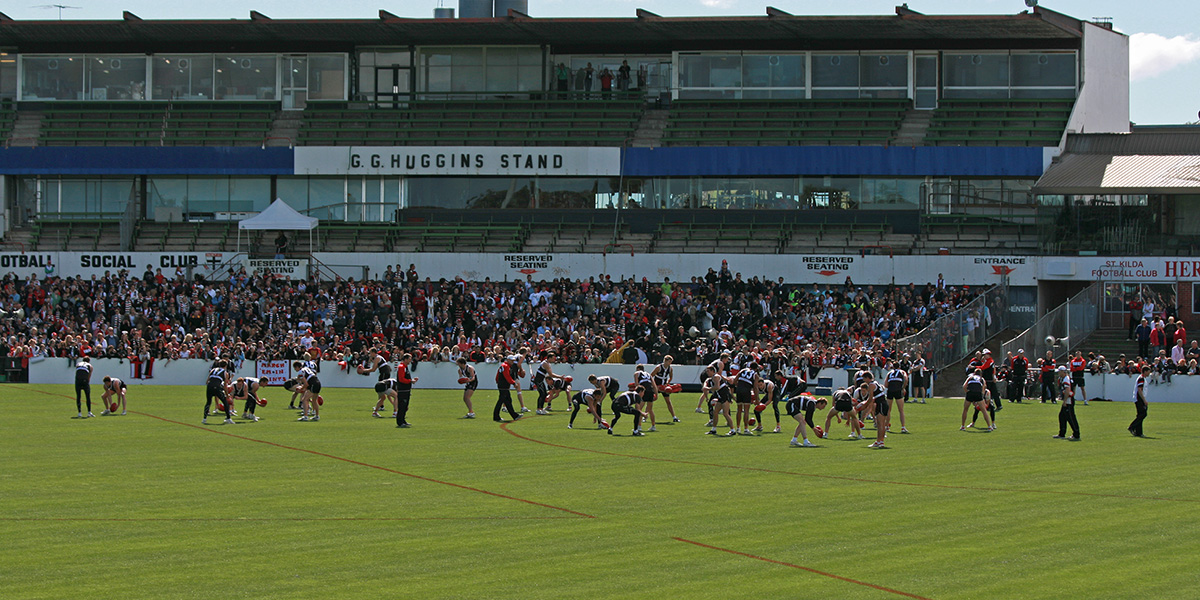
Das Morrabin Oval

Nach dem 1918 der Spielbetrieb wieder aufgenommen wurde, konnten direkt wieder die Finals erreicht werden, in dessen erster Runde man jedoch gegen Collingwood verlor. In den folgenden Jahren konnte der Verein sich als konkurrenzfähiges Mitglied der Liga etablieren, jedoch ohne größere Erfolge zu erreichen. Der Spieler Colin Watson war 1925 der erste Spieler der Saints, der die Brownlow Medal gewann, die höchste Spielerauszeichnung der Liga. 1929 erreichte man wieder die Finals unterlag jedoch wieder einmal Carlton. In den 1930er Jahren gab es keine größeren Erfolge außer dem erneut erfolglosen Erreichen der Finals 1939, wo man sich Collingwood geschlagen geben musste. In den darauf folgenden 1940er und 1950er Jahren konnten die Saints nicht mit den großen Klubs mithalten und musste sich meist mit den unteren Tabellenplätzen zufriedengeben. Allerdings konnte mit Brian Gleeson 1957 zum zweiten Mal ein Spieler des Klubs die Brownlos Medal gewinnen. Ihm folgten 1958 Neil Roberts und 1959 Verdun Howell. In der Saison 1964 fand das letzte Heimspiel im Junction Oval statt. St. Kilda wechselte in der folgenden Saison in das Stadion Moorabbin Oval.

### Die erfolgreichen Jahre
Mitte der 60er Jahre brachen dann für die Saints erfolgreichere Zeiten an. Bereits kurz nach dem Stadionwechsel konnte man 1965 die reguläre Saison als Tabellenerster abschließen, verlor jedoch im Grand Final gegen Essendon. Ein Jahr später zog man erneut ins Grand Final ein und konnte dieses Mal den Sieg erringen. Die Saints schlugen Collingwood knapp mit 74:73. Damit konnte die bisher einzige Meisterschaft des Klubs gewonnen werden. 1968 wurden erneut die Finals erreicht, jedoch verlor St. Kilda gegen Geelong im Halbfinale. In den folgenden Jahren 1970 bis 1974 konnte die Mannschaft vier Mal in die Finals erreichen, das Grand Final erreichten sie jedoch nur 1971. Dieses verloren sie jedoch gegen Hawthorne mit 82:75. Ende der 70er Jahre hatte der Klub mit schweren finanziellen Problemen zu kämpfen und nachdem einige Spieler deshalb verkauft und abgegeben werden musste, war kein Geld mehr für neue Spieler vorhanden. Dies änderte sich als der ehemalige Spieler und Millionär Lindsay Fox Klubvorstand wurde. Er strukturierte die Saints um und führte eine nachhaltige Nachwuchspolitik ein. Die 80er Jahre verliefen ohne größere Erfolge, auch weil es finanziell immer enger wurde.

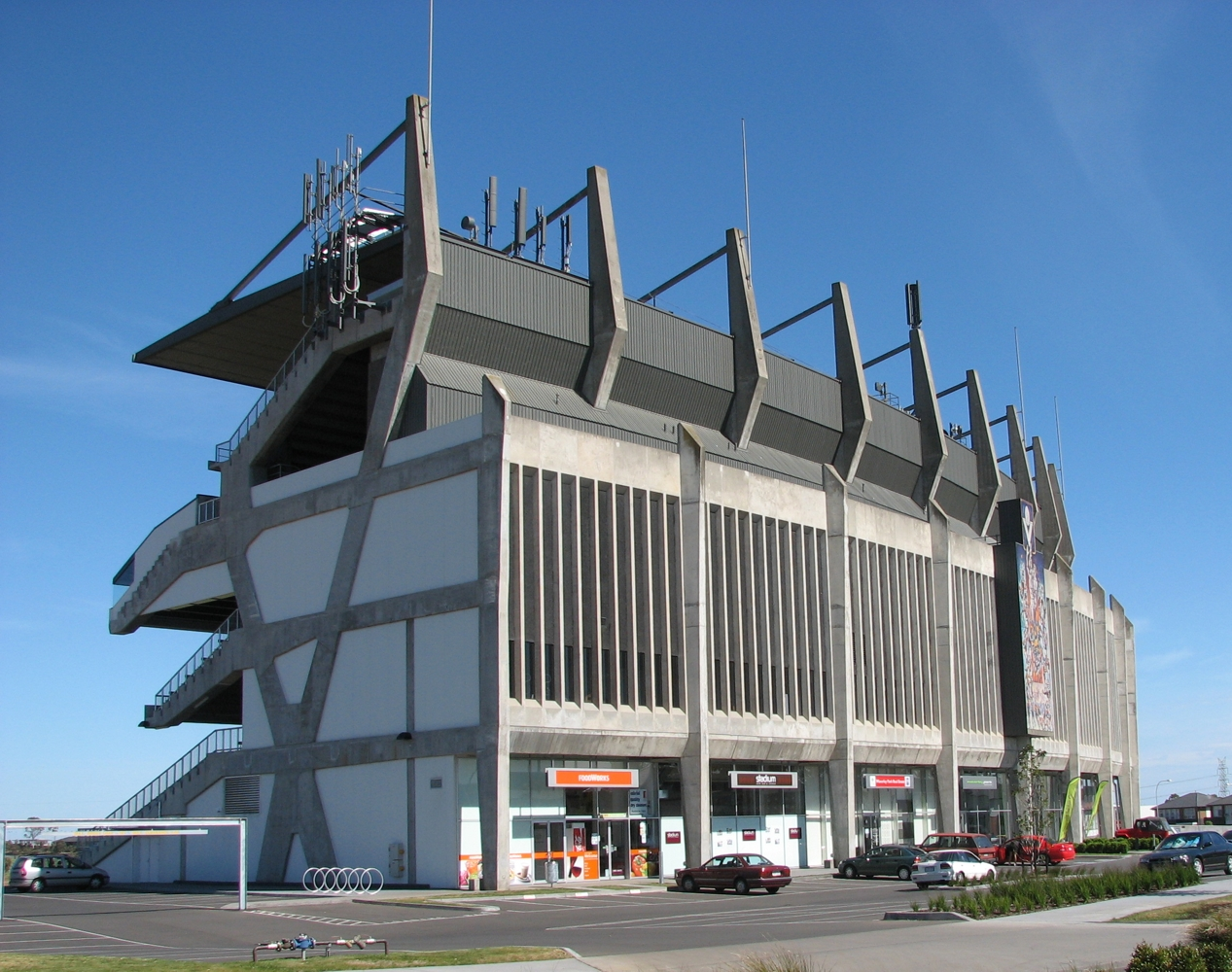
Der Waverley Park, Heimstadion der Saints 1993–1999
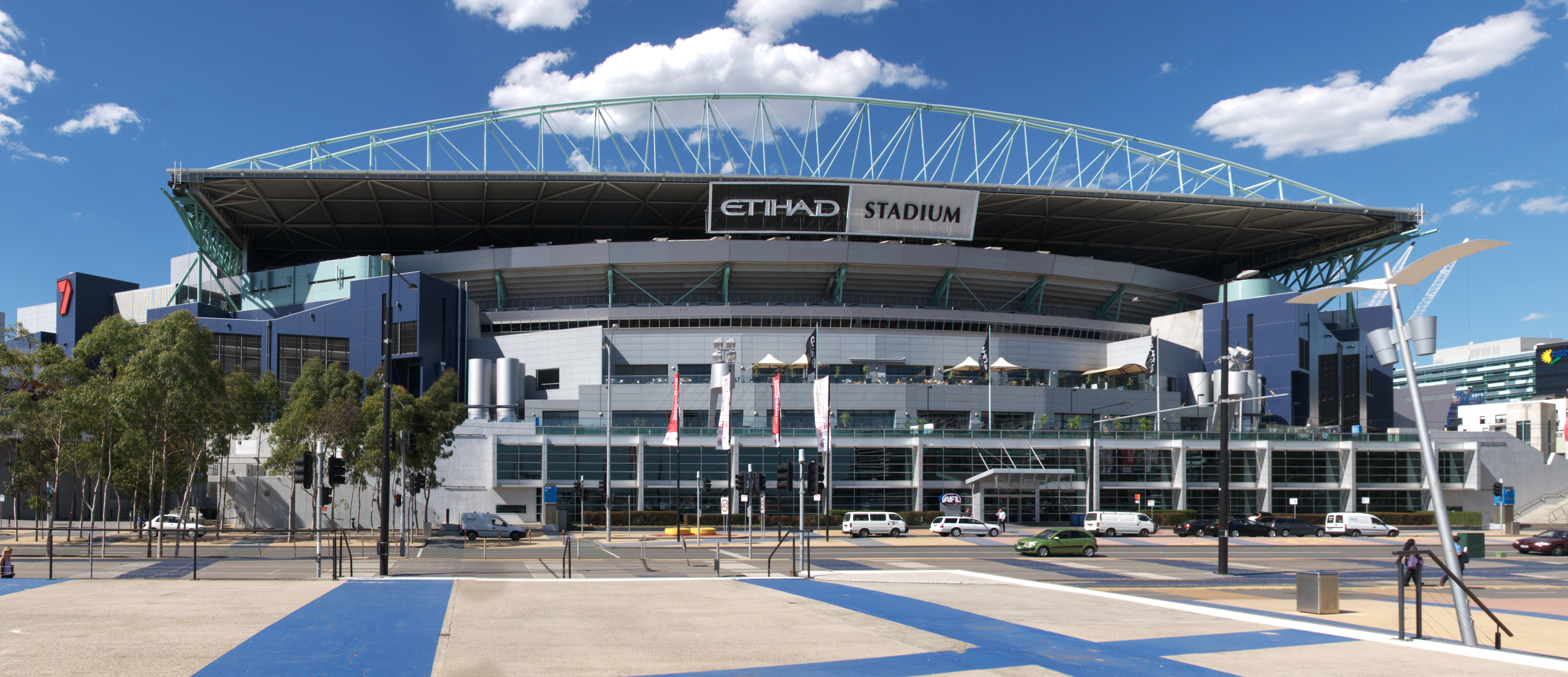
Das Etihad Stadium, Heimstadion der Saints
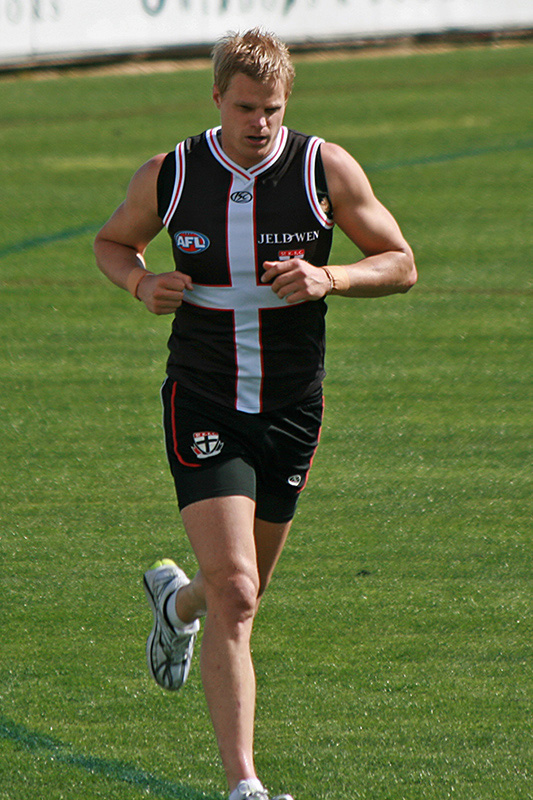
Nick Riewoldt, aktueller Kapitän der Saints

### Die Gegenwart
Bereits ein Jahr nachdem Ken Sheldon als neuer Trainer ernannt wurde, schaffte es die Mannschaft sich 1991 ebenso wie 1992 für die Finals zu qualifizieren. Beide Male schied die Mannschaft im Halbfinale aus. 1993 zogen die Saints in das weit größere Stadion Waverley Park, in welchem die Saints bis einschließlich der Saison 1999 spielten. Das Morrabin Oval wird seitdem als Trainingsstätte genutzt. 1997 erreichte St. Kilda zum fünften Mal in seiner Geschichte das Grand Final verlor dieses jedoch mit 125:94 gegen Adelaide. Im Jahr 2000 zog man erneut um in das Etihad Stadium, in welchem bis heute gespielt wird. 2004 konnten die Saints den Vorsaisonwettbewerb der AFL, den Wizard Home Loans Cup gewinnen. Im Finale wurde Geelong mit 98:76 bezwungen. Insgesamt konnte sich St. Kilda seit dem Jahr 2000 in der Liga als Spitzenmannschaft etablieren. Seit 2004 schafften es die Saints mit Ausnahme der Saison 2007 es, sich jedes Jahr für die Finals zu qualifizieren. In den Jahren 2009 schaffte man es sogar ins Grand Final, nachdem man die reguläre Saison sogar als Meister beendet hatte. Das Spiel ging jedoch mit 80:68 gegen Geelong verloren. 2010 erreichte das Team von Coach Ross Lyon erneut das Grand Final. Zuvor hatte man Geelong zum ersten Mal überhaupt in einem Finalspiel geschlagen. Im Grand Final erreichte man zunächst ein 68:68-Unentschieden gegen Collingwood. Im Wiederholungsspiel waren die Saints Collingwood jedoch klar unterlegen und verloren 108:52. Seitdem setzte jedoch ein kontinuierlicher sportlicher Niedergang ein, der im „Gewinn“ des Wooden spoon in der Saison 2014 gipfelte.

## Erfolge
Victorian Football League
1966
Grand Finals
1913, 1965, 1966, 1971, 1997, 2009, 2010
Finalist
1907, 1908, 1913, 1918, 1929, 1939, 1961, 1963, 1965, 1966, 1968, 1970, 1971, 1972, 1973, 1991, 1992, 1997, 1998, 2004, 2005, 2006, 2008, 2009, 2010, 2011
AFL Vorsaisonpokal
1996, 2004, 2008